# Hipparchia transiens
Hipparchia transiens är en fjärilsart som beskrevs av Rocci 1912. Hipparchia transiens ingår i släktet Hipparchia och familjen praktfjärilar. Inga underarter finns listade i Catalogue of Life.